# Порккала
По́рккала (фин. Porkkala или Porkkalanniemi, швед. Porkala udd, ранее — Порккала-Удд, Паркалаут) — полуостров в Финляндии, расположенный в Киркконумми в регионе Уусимаа в 30 км к западу от столицы — Хельсинки.
Историческое шведское название полуострова — Порккала-Удд (швед. Porkala udd), где udd — зубец, кончик, остриё, швед. udde — мыс.
Полуостров Порккала-Удд всегда имел стратегическое значение. Рейд хорошо защищён от ветров и волнения, а глубины от 14 до 26 метров позволяют принимать значительное число кораблей и судов большого водоизмещения.
Район Порккала — самое узкое место Финского залива. Рядом с Порккала находится остров Мякилуото (фин. Mäkiluoto), от которого до эстонского побережья (остров Найссаар/Норген) всего 36 км.
В 1944 году, после окончания Советско-финской войны, по условиям Московского перемирия полуостров был сдан в аренду СССР на 50 лет. На полуострове была создана военно-морская база «Порккала-Удд». Однако в 1955 году советская военно-морская база была ликвидирована, а в январе 1956 года полуостров был досрочно возвращён Финляндии.